# Barong (danza)
Il Barong è una tradizionale danza sacra balinese, diffusa e praticata in tutta l'Indonesia. È probabilmente la rappresentazione balinese più popolare. 

## Descrizione

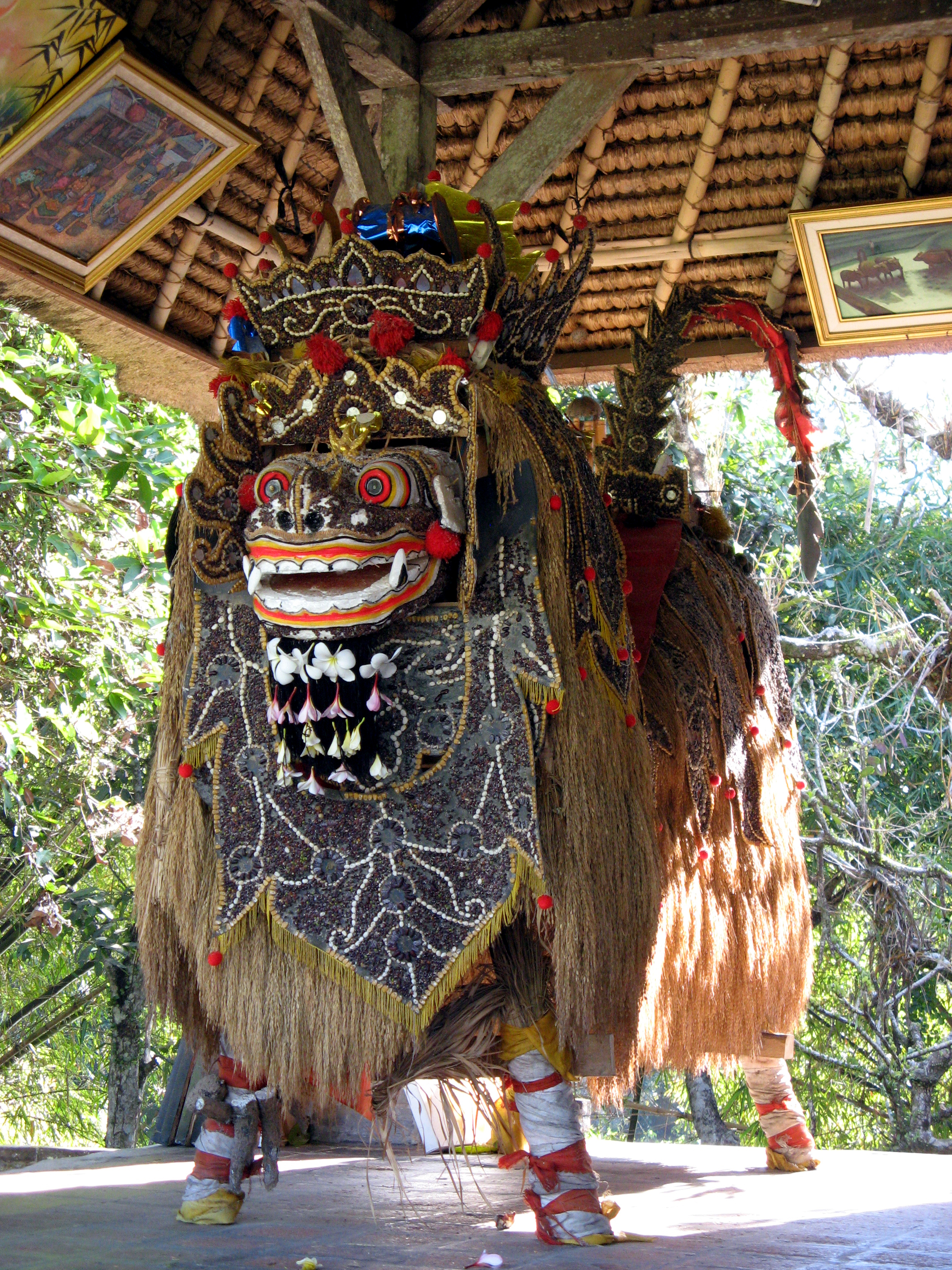
Il Barong è un drago-leone rintracciabile in molte manifestazioni dell'area estremo-orientale e consiste in una grande maschera animata da almeno due uomini.

L'evento drammatico rappresentato nel corso della danza è la rappresentazione della lotta tra Barong (mostruoso dio-animale simbolo del Bene e della Fertilità) e Rangda (una strega simbolo del Male) e alla fine si hanno episodi di trance tra i partecipanti.
La danza si conclude con la battaglia finale tra Barong e Rangda, finendo con la vittoria di Barong su Rangda. Rangda fugge, il male è sconfitto, e l'ordine celeste viene ripristinato.
Il Barong si mescola con molti altri generi spettacolari durante le occasioni festive balinesi, come ad esempio con Topeng (celebra l'incontro tra i balinesi e i raja induisti di Giava), il Ketyak (la danza delle scimmie, dove tutti gli uomini del villaggio creano un esercito di scimmie dai poteri soprannaturali ispirandosi al Rāmāyaṇa) e il Legong-Keraton (danza femminile più nobile che deriva da danze di corte eseguite da bambine tra i sette e i dieci anni che si sono formate in un faticosissimo e durissimo addestramento).